# Зовнішня політика Монголії

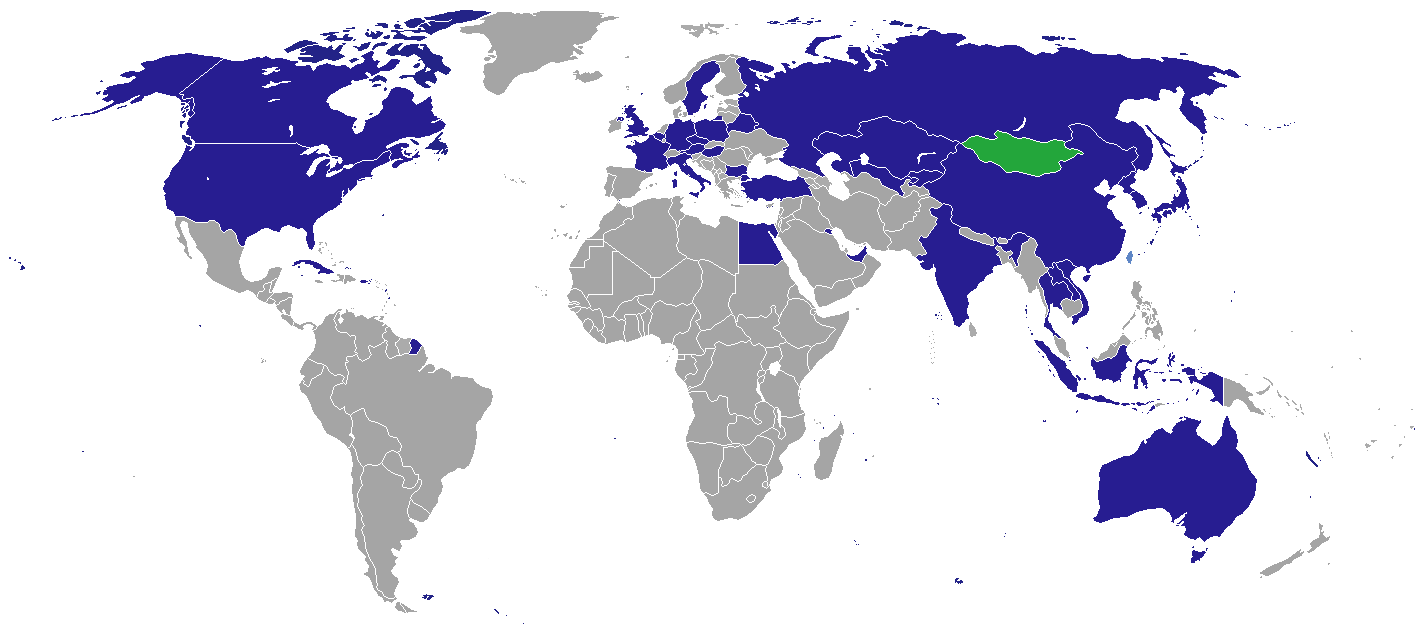
Країни, у котрих перебувають монгольські посольства

Зовнішня політика Монголії визначається її президентом і здійснюється Міністерством закордонних справ Монголії.
Монголія є членом великого числа міжнародних організацій, у тому числі ООН, ОБСЄ, СТО, МВФ, АСЕМ тощо.
Монголія має дипломатичні стосунки з 181 країнами -членами ООН. Монголія не має прямого виходу до моря і має спільний кордон тільки з РФ і КНР.
Монголія має дипломатичні представництва у понад 35 країнах світу. Дипломатичні стосунки з Україною встановлено у 1992 р., але згодом посольство в Києві було закрито, а замість нього відкрито консульське представництво. Наразі інтереси Монголії в Україні представляє монгольське посольство в Польщі, а інтереси України в Монголії — посольство України в Китаї. З травня 2019 р. між Україною та Монголією встановлено безвізовий режим.
Країна прагне розвивати дружні стосунки з усіма країнами-членами ООН.
У вересні 2015 року Президент Монголії оголосив статус постійного нейтралітету Монголії з трибуни ГА ООН.